# The Sims: Vacation
The Sims: Vacation је пети додатак за стратешку, уједно и најпродаванију игру живота, The Sims.Пуштен је у продају на Америчко тржиште 25. марта 2002. године. Додатак уводи у игру свет путовања и породичног одмора као и ново место уживања названо Vacation Island.

## Играње
The Sims: Vacation отвара нови свет за све симове у суседству, првенствено убацујући нове ствари и одела у игру. Такође овим додатком мало је побољшана резолуција греафике, која је до тада била више 2D, него 3D.

## Vacation Island
Vacation Island је острво креирано за породичне забаве и одмор за потребе пете експанзије The Sims: Vacation. На острву се налазе простране плаже, долине и шуме за камповање, или пак високе и снежне планине, погодне за зимске активности. Путовање до острва Симове кошта §500, док је путовање по свим местима на острву потпуно бесплатно.
На острву се јављају и две нове креатуре (маскоте):
- Betty Yetty -Сим преобучен у костим јетија који се јавља само у снежним зонама острва.
- Marky Sharky - Сим преобучен у костим ајкуле који се јавља у топлим зонама (плажама) острва.